# Mathea (chanteuse)
Mathea Elisabeth Höller (née le 13 juillet 1998 à Bruck an der Großglocknerstraße) est une chanteuse autrichienne.

## Biographie
Höller vient de Bruck an der Großglocknerstrasse. Après la maturité au BORG de Bad Hofgastein, elle participe à la 6e saison du The Voice of Germany à l'été et l'automne 2016 et fait partie du groupe coaché par Yvonne Catterfeld, mais est éliminé avant le groupe finale. Elle s'installe ensuite à Vienne.
En octobre 2018, Mathea sort son premier single 2x, dans lequel elle raconte une relation ratée et sa tentative de trouver une issue. La chanson entre dans les charts autrichiens en janvier 2019 et est numéro un du Ö3 Austria Top 40 deux mois plus tard. Un peu plus tard, elle entre aussi dans les charts allemands. Le single suivant Chaos est également arrivé au sixième rang des charts autrichiens.

## Discographie
EP
- 2019 : M1

Singles
- 2018 : 2x
- 2019 : Chaos
- 2019 : Alles Gute
- 2020 : Wollt dir nur sagen